# EverEve
 (septembre 2024).
EverEve est un groupe allemand de synthpop, originaire de Lörrach, actif entre 1993 et 2016. En 2014, une chaîne de magasins de vêtements pour femmes change le nom du groupe en EVEREVE, ce qui aurait entraîné un conflit de noms. Depuis, les activités du groupe semblent en suspens.

## Histoire
Le groupe est formé par Tom Sedotschenko (chant), Stephan Kiefer (guitare), Thorsten Weissenberger (guitare), Stefan Müller (basse), Marc Werner (batterie) et Michael Zeissl (clavier). EverEve apparait pour la première fois sur un split-album du groupe Parracide. Avec une autre bande démo, elle obtient un contrat chez Nuclear Blast, où elle fait ses débuts avec l'album Seasons en 1997. Peu de temps après, leur salle de répétition brûle complètement, mais l'album semi-concept Stormbirds sort néanmoins l'année suivante.
En 1999, le chanteur Tom Sedotschenko quitte le groupe et se suicide quelques mois plus tard. Benjamin Richter le remplace pour la production de l'album Regret. En 2000, Marc Werner se fait remplacer à la batterie par Martin Claas et le groupe passe chez Massacre Records.
Le claviériste Michael Zeissl reprend le chant de Benjamin Richter et l'album suivant, E-mania, est produit,. En 2001, le groupe perd un autre de ses membres fondateurs, le bassiste Stefan Müller, et O-IQ le remplace pour l'enregistrement de .enetics. En 2004, le guitariste Stephan Kiefer quitte le groupe, qui reste un quatuor et enregistre l'album Tried and Failed en 2005.
En décembre 2010, EverEve sort un nouvel EP intitulé Emission avec trois nouvelles chansons, disponibles gratuitement en téléchargement dans la section .MEDIA du site web officiel du groupe à l'époque. La présence officielle du groupe sur le web disparaît entre-temps.
En 2014, une chaîne de magasins de vêtements pour femmes change le nom du groupe en EVEREVE, ce qui aurait entraîné un conflit de noms. On ne sait pas si le groupe est dissous, s'il a changé de nom ou si la disparition du site web est due à un conflit juridique avec la marque de mode. 

## Discographie
- 1995 : Parracide – Evereve (split promo avec Parracide)
- 1995 : On the Verge of Tears (démo)
- 1996 : Seasons of Love and Desperation (démo)
- 1997 : Seasons (album, Nuclear Blast)
- 1997 : Live and Plugged (split vidéo)
- 1998 : Stormbirds (album, Nuclear Blast)
- 1999 : Regret (album, Nuclear Blast)
- 2001 : E-mania (album, Massacre Records)
- 2002 : .enetics (album, Massacre Records)
- 2005 : Tried and Failed (album, Massacre Records)
- 2010 : Emission (EP)
- 2016 : Origins (compilation, GS Productions)